# A.Devarahalli, Yelandur
A. Devarahalli là một ngôi làng ở phía nam bang Karnataka , Ấn Độ .  Nó nằm ở Yelandurtaluk của quận Chamarajanagar ở Karnataka.